# Мембре, Мишель
Мишель Мембре (итал. Michele Membrè; 1509 — ноябрь 1594) — венецианский переводчик тюркских текстов на итало-венетский язык, путешественник и дипломат.

## Биография
Мембре родился в 1509 году на острове Кипр и имел венецианские корни. К концу 1530-х годов он работал мелким купцом в регионе Средиземноморья. Благодаря свободному владению тюркским, и как минимум базовым знаниям арабского, он был нанят губернатором Кипра для выполнения миссии для 
Венецианской республики. Дож хотел, чтобы он доставил письмо шаху Тахмасибу I с целью изучения возможности совместных действий между Венецией (и другими европейскими союзниками) и Сефевидами против Османов. На протяжении веков у части христианских европейских держав существовала устойчивая мечта получения рычага влияния на своих врагов в Средиземноморье путём союза с лежавшим далее на Востоке мусульманским царством. И хотя эта мечта так никогда и не была реализована и может показаться задним числом фантастической, в 1530-х её потенциал был достаточно соблазнительным для того, чтобы венецианцы пошли на многое для набора тайных посланников. Мишель Мембре был одним из найденных ими подходящих кандидатов. Он отправился из Кипра в Иран в марте 1539 года. После замысловатого и опасного прохождения через османскую территорию — он пересёк бо̀льшую часть Анатолии, осознал, что добраться до сефевидской границы напрямую не представлялось возможным, и в конце концов проследовал по маршруту через Чёрное море в Грузию — приблизительно в августе 1539 года Мембре вступил на сефевидскую территорию. Он заявил о своих намерениях коменданту приграничной крепости, и спустя неделю уже был в лагере шаха Тахмасиба в окрестностях Меренда. В конечном итоге Мембре провёл около года в качестве почётного гостя шаха и окружавших его кызылбашских вождей. Уровень предоставленного ему доступа не имел себе равных. Он проживал в домах высокопоставленных лиц, и с ним обращались практически как с членом семейства. Важно, что он путешествовал инкогнито, с одним-двумя слугами вместо свиты посла, и что он свободно мог изъясняться со своими хозяевами на тюркском. Важное историческое значение имеет описание Мембре наблюдаемых им ритуалов и некоторых из торжеств, на которых он присутствовал. Вероятно, самым запоминающимся является его рассказ о принятии участия в кызылбашской свадьбе. В какой-то момент, по его словам, предводитель торжества взял в руки большую деревянную палку и начал наносить ей «очень сильные удары сзади» каждому из гостей — включая и самого Мембре. Вращение в узких кругах двора Тахмасиба также означало общение с братьями шаха, Бахрамом и Самом.
После нескольких месяцев периодических бесед с шахом Тахмасибом, который не особо заинтересовался предложенным союзом, Мембре ждало унижение, когда пришла весть о том, что Венеция ведёт с Османами переговоры о мире. Это произошло примерно в начале лета 1540 года. Мембре было необходимо быстро покинуть Сефевидскую империю. Однако, что сефевидские чиновники не собирались причинять ему вред при отъезде. Для обратного путешествия в Европу Мембре избрал иной маршрут. Сперва он направился в Ормуз, где с трудом сумел убедить португальские власти разрешить ему проехать по морю до Индии, а оттуда — в Европу. Последняя часть путешествия, конечно же, включала в себя плавание вокруг Мыса Доброй Надежды. Мембре вспоминал о своём ужасном опыте на корабле из Кочина в Лиссабон — в какой-то момент он был в шаге от гибели от цинги. Однако он сумел добраться до Португалии, откуда направился в Венецию и представил свой доклад Совету десяти. Впечатлив всех своей отвагой и находчивостью, Мембре начал доходную карьеру дипломата и прожил до восьмидесяти лет. Он скончался в 1594 году.